# Led Zeppelin North American Tour 1968–1969
Led Zeppelin North American Tour 1968–1969 – pierwsza amerykańska trasa koncertowa grupy Led Zeppelin, która odbyła się na przełomie 1968 i 1969 r.

## Program koncertów
1. "Train' Kept A Rolin'" (Bradshaw, Kay, Mann)
2. "I Can't Quit You Baby" (Dixon)
3. "As Long As I Have You" (Mimms)
4. "Dazed and Confused" (Page)
5. "Communication Breakdown" (Bonham, John Paul Jones, Page)
6. "You Shook Me" (Dixon, Lenoir)
7. "White Summer"/"Black Mountain Side" (Page)
8. "Pat's Delight" (Bonham)
9. "Babe I’m Gonna Leave You" (Bredon, Page, Plant)
10. "How Many More Times" (Bonham, Jones, Page)
11. "Killing Floor (Burnett)
12. "For Your Love" (Gouldman)

## Lista koncertów

### Koncerty w 1968
- 26 grudnia – Denver, Kolorado, USA – Denver Auditorium Arena
- 27 grudnia – Seattle, Waszyngton, USA – Seattle Center Arena
- 28 grudnia – Vancouver, Kolumbia Brytyjska, Kanada – Pacific Coliseum
- 29 grudnia – Portland, Oregon, USA – Keller Auditorium
- 30 grudnia – Spokane, Waszyngton, USA – Kennedy Pavillion

### Koncerty w 1969
- 2, 3 i 5 stycznia – West Hollywood, Kalifornia, USA – Whisky a Go Go
- 9, 10, 11 i 12 stycznia – San Francisco, Kalifornia, USA – Filmore West
- 13 stycznia – San Diego, Kalifornia, USA – Fox Theatre
- 15 stycznia – Iowa City, Iowa, USA – Iowa Memorial Union – Ballroom
- 16 stycznia – Baltimore, Maryland, USA – Baltimore Civic Center
- 17, 18 i 19 stycznia – Detroit, Michigan, USA – Grande Ballroom
- 21 stycznia – Pittsburgh, Pensylwania, USA – Hunt Armory
- 23, 24, 25 i 26 stycznia – Boston, Massachusetts, USA – Boston Tea Party
- 27 stycznia – Springfield, Massachusetts, USA – Symphony Hall
- 29 stycznia – Filadelfia, Pensylwania, USA – Electric Factory
- 31 stycznia i 1 lutego – Nowy Jork, Nowy Jork, USA – Filmore East
- 2 lutego – Toronto, Ontario, Kanada – Rockpile
- 7 i 8 lutego – Chicago, Illinois, USA – Kinetic Playground
- 10 lutego – Memphis, Tennessee, USA – Elma Roane Fieldhouse
- 14 i 15 lutego – Miami Beach, Floryda, USA – Thee Image Club